# Muntiacus feae
El muntíaco de Tenasserim o muntíaco de Fea (Muntiacus feae) es una especie de mamífero artiodáctilo de la familia Cervidae propio del continente asiático. Debe su nombre común al zoólogo, pintor, explorador y naturalista italiano Leonardo Fea, (1852, Turín - Piamonte 1903).

## Hábitat y características
Se encuentra en zonas altas de bosques perennes, bosques mixtos (a una altitud de 2500 m) y en zonas de arbustos. Su población está repartida por diversos países: China, Birmania, Vietnam, habiéndose introducido también ejemplares en Tailandia.
Aunque no es una especie gravemente amenazada, preocupa sobremanera la destrucción de su hábitat, principalmente la tala de masa forestal para el posterior cultivo para la producción del aceite de palma y los hábitos de caza de las poblaciones locales.
Pesa entre 18 y 21 kg.